# Isla Berezán
La isla Berezán (en ucraniano y ruso: Березань) es una isla del mar Negro localizada a la entrada del limán del Bug y Dniéper (en Ucrania).

## Historia
La isla fue sede de la colonia griega de Borístenes, llamada así a partir del nombre griego del río Dniéper. Fue fundada por colonos de Mileto hacia el año 647 a. C.
El historiador griego Heródoto la visitó en el siglo V a. C.
En la Edad Media fue una estación militar de Kiev, y fue allí donde los rusos entraron en contacto con los bizantinos.
Los rusos la llamaban Beloberezhye (Orillas Blancas).
Un tratado entre Bizancio y Kiev estableció que los rusos podían usar la isla en verano.
Sviatosvlav I se retiró el invierno del 971 al 972 tras su paso por Dorostolon.
Entre los siglos XVI y XVII fue una fortaleza de los cosacos zaporogos contra los tártaros de Crimea.
Pasó a Rusia después de la conquista de Ochákov, cerca de la antigua Olbia (Escitia).
La colonia ha sido excavada desde el siglo XIX y se han descubierto numerosas tumbas y restos.